# Tommy Tucker's Tooth
Tommy Tucker's Tooth é um curta-metragem produzido nos Estados Unidos, dirigido por Walt Disney e lançado em 1922.